# 1936-os magyar birkózóbajnokság
Az 1936-os magyar birkózóbajnokság a harmincadik magyar bajnokság volt. A kötöttfogású bajnokságot november 29-én rendezték meg Budapesten, az NTE tornacsarnokában, a szabadfogású bajnokságot pedig december 13-án Budapesten, a MÁVAG Golgota téri tornateremben.

## Eredmények

### Férfi kötöttfogás
| Versenyszám   | Arany                    | Arany | Ezüst                                 | Ezüst | Bronz                      | Bronz |
| ------------- | ------------------------ | ----- | ------------------------------------- | ----- | -------------------------- | ----- |
| Légsúly       | Imrei Károly Újpesti TE  |       | Szendi József BVSC                    |       | Bányász Ármind BVSC        |       |
| Pehelysúly    | Fecske Béla Munkás TE    |       | Simon Márton WMTK Csepel              |       | Széll Dezső BVSC           |       |
| Könnyűsúly    | Ferencz Károly BSzKRt SE |       | Móri Gyula Testvériség SE             |       | Száraz György Ceglédi MOVE |       |
| Kisközépsúly  | Próka Gyula Újpesti TE   |       | Rétháti Ödön Munkás TE                |       | Finyák Sándor Győri AC     |       |
| Nagyközépsúly | Kitka Endre BVSC         |       | Kövesdi Ferenc Dunakeszi Magyarság SE |       | Juhász Postás SE           |       |
| Félnehézsúly  | Pethő József BVSC        |       | Göndör István Törekvés SE             |       | Balogh Gyula BSzKRt SE     |       |
| Nehézsúly     | Riheczky János MÁVAG SK  |       | Varga József BSzKRt SE                |       | Nagy MÁVAG SK              |       |

### Férfi szabadfogás
| Versenyszám   | Arany                    | Arany | Ezüst                  | Ezüst | Bronz                         | Bronz |
| ------------- | ------------------------ | ----- | ---------------------- | ----- | ----------------------------- | ----- |
| Légsúly       | Aranyi Lajos Munkás TE   |       | Tóth István Újpesti TE |       | Tenkei Béla Ganz TE           |       |
| Pehelysúly    | Fecske Béla Munkás TE    |       | Szőke Ferenc BVSC      |       | Zalai Gyula BVSC              |       |
| Könnyűsúly    | Ferencz Károly BSzKRt SE |       | Sági Imre MÁV Előre    |       | Wirth József Vasas SC         |       |
| Kisközépsúly  | Próka Gyula Újpesti TE   |       | Rétháti Ödön Munkás TE |       | Böröczki Sándor Alba Regia AK |       |
| Nagyközépsúly | Sóvári Kálmán Húsos SC   |       | Káli Béla MÁVAG SK     |       | dr. Bánki József BSzKRt SE    |       |
| Félnehézsúly  | Riheczky János MÁVAG SK  |       | Palotás József BVSC    |       | Pelesz István BSzKRt SE       |       |
| Nehézsúly     | Bóbis Gyula BVSC         |       | Varga József BSzKRt SE |       | Somos József MÁV Előre        |       |